# Victor Edvardsen
Victor Kaj Edvardsen (Göteborg, 14 gennaio 1996) è un calciatore svedese, attaccante del Go Ahead Eagles.

## Carriera

### Club
Edvardsen è cresciuto nelle giovanili dell'IFK Göteborg. Il 14 luglio 2015 è stato ceduto all'Utsiktens BK con la formula del prestito. Il 19 luglio successivo ha quindi esordito in Superettan, schierato titolare nella sconfitta per 7-1 subita sul campo dell'Assyriska FF. Il 21 settembre ha trovato la prima rete, con cui ha sancito il successo interno per 1-0 sul GAIS.
L'11 marzo 2016 è stato reso noto il passaggio di Edvardsen ai norvegesi dell'Elverum, all'epoca militanti in 2. divisjon. Il 13 aprile ha disputato la prima partita con questa maglia, trovando anche una rete nella vittoria per 2-1 sul Tynset, sfida valida per il primo turno del Norgesmesterskapet.
Il 19 luglio 2016 ha fatto ritorno in Svezia per giocare nello Stenungsunds IF, con cui ha realizzato 7 reti in 11 partite nel campionato di Division 2. Il 13 novembre successivo è stato ufficializzato il suo trasferimento all'Oddevold, che sarebbe stato valido a partire dal 1º gennaio 2017. Il 16 aprile ha giocato la prima partita di campionato con la nuova maglia, venendo impiegato da titolare nella partita persa per 2-1 contro l'Assyriska BK. Il 22 aprile ha siglato la prima rete, nel successo per 1-0 sul Kristianstad FC.
A febbraio 2018 si è accordato con il Karlstad BK. Nel corso del primo anno, con 25 gol in 24 partite ha trascinato la squadra alla promozione in Division 1, arrivata al termine del campionato 2018. È rimasto in forza al Karlstad BK per un'ulteriore stagione, nella quale ha realizzato 14 marcature in 29 presenze.
Il 16 gennaio 2020, Edvardsen ha firmato un accordo triennale con il Degerfors, in Superettan. Ha esordito in squadra il 17 giugno, siglando anche una doppietta nel 4-1 inflitto al Brage. Al termine di quella stessa annata, il Degerfors ha centrato la promozione in Allsvenskan, grazie anche alle 16 reti in 29 partite di Edvardsen.
Il 12 aprile 2021 ha debuttato nella massima divisione svedese, nella partita persa per 2-0 sul campo dell'AIK. Il 9 maggio sono arrivate le prime reti, con una doppietta (incluso un gol da centrocampo che ha aperto le marcature) nel 2-0 casalingo al Djurgården. Nove giorni dopo, nella successiva gara interna contro l'Örebro, ha firmato la tripletta che ha fissato il risultato sul 3-0. A fine mese è stato eletto miglior giocatore di maggio dell'intera Allsvenskan. Al termine del torneo il Degerfors si è salvato con il contributo di Edvardsen, viste le sue 14 reti in 29 partite che lo hanno reso vice capocannoniere del campionato.
Nel gennaio del 2022 è stato acquistato a titolo definitivo dal Djurgården, con cui ha firmato un contratto quadriennale. A fine anno è risultato essere il miglior marcatore stagionale della squadra, con 9 reti siglate in 28 presenze di campionato, 4 reti in 12 partite di UEFA Europa Conference League e 2 reti in 4 partite di Coppa di Svezia. Edvardsen ha iniziato al Djurgården anche la stagione 2023, durante la quale ha però alternato partite da titolare ad altre dalla panchina.
Durante la pausa estiva dell'Allsvenskan 2023, torneo in cui fino a quel momento aveva realizzato 2 gol in 11 presenze, il Djurgården ha ceduto Edvardsen agli olandesi del Go Ahead Eagles per una cifra quantificata in poco più di 10 milioni di corone svedesi, circa un milione di euro. Il 21 aprile 2025 ha partecipato alla conquista del primo trofeo maggiore nella storia del club giallorosso, partendo titolare nella finale della Coppa dei Paesi Bassi 2024-2025 vinta ai calci di rigore contro l'AZ Alkmaar.

### Nazionale
Nel 2023 ha esordito in nazionale.

## Statistiche

### Presenze e reti nei club
Statistiche aggiornate al 31 dicembre 2021.
| Stagione           | Club               | Campionato         | Campionato | Campionato | Coppe nazionali | Coppe nazionali | Coppe nazionali | Coppe continentali | Coppe continentali | Coppe continentali | Supercoppe | Supercoppe | Supercoppe | Totale | Totale |
| Stagione           | Club               | Comp               | Pres       | Reti       | Comp            | Pres            | Reti            | Comp               | Pres               | Reti               | Comp       | Pres       | Reti       | Pres   | Reti   |
| ------------------ | ------------------ | ------------------ | ---------- | ---------- | --------------- | --------------- | --------------- | ------------------ | ------------------ | ------------------ | ---------- | ---------- | ---------- | ------ | ------ |
| lug.-dic. 2015     | Utsiktens BK       | S                  | 11         | 1          | CS              | 1               | 0               | -                  | -                  | -                  | -          | -          | -          | 12     | 1      |
| mar.-lug. 2016     | Elverum            | 2D                 | 6          | 0          | CN              | 2               | 1               | -                  | -                  | -                  | -          | -          | -          | 8      | 1      |
| lug.-dic. 2016     | Stenungsunds IF    | D2                 | 11         | 7          | CS              | -               | -               | -                  | -                  | -                  | -          | -          | -          | 11     | 7      |
| 2017               | Oddevold           | D1                 | 10         | 2          | CS              | 1               | 1               | -                  | -                  | -                  | -          | -          | -          | 11     | 3      |
| 2018               | Karlstad BK        | D2                 | 24         | 25         | CS              | 5               | 5               | -                  | -                  | -                  | -          | -          | -          | 29     | 30     |
| 2019               | Karlstad BK        | D1                 | 29         | 14         | CS              | 2               | 1               | -                  | -                  | -                  | -          | -          | -          | 31     | 15     |
| Totale Karlstad BK | Totale Karlstad BK | Totale Karlstad BK | 53         | 39         |                 | 7               | 6               |                    | -                  | -                  |            | -          | -          | 60     | 45     |
| 2020               | Degerfors          | S                  | 29         | 16         | CS              | 5               | 2               | -                  | -                  | -                  | -          | -          | -          | 34     | 18     |
| 2021               | Degerfors          | A                  | 29         | 14         | CS              | 0               | 0               | -                  | -                  | -                  | -          | -          | -          | 29     | 14     |
| Totale Degerfors   | Totale Degerfors   | Totale Degerfors   | 58         | 30         |                 | 5               | 2               |                    | -                  | -                  |            | -          | -          | 63     | 32     |
| Totale             | Totale             | Totale             | 149        | 79         |                 | 16              | 10              |                    | -                  | -                  |            | -          | -          | 165    | 89     |

## Palmarès

### Club

#### Competizioni nazionali
- Coppa dei Paesi Bassi: 1

Go Ahead Eagles: 2024-2025